# Dogoše
Dogoše este o localitate din comuna Maribor, Slovenia, cu o populație de 914 locuitori.